# Andrzej (Nanakis)
Andrzej, imię świeckie Stawros Nanakis (ur. 1957 w Heraklionie) – grecki duchowny prawosławny w jurysdykcji Patriarchatu Konstantynopola, od 2001 metropolita Arkalochori, Kastelli i Wiannos w Autonomicznym Kościele Krety.

## Życiorys
W 1991 przyjął święcenia prezbiteratu. 3 listopada 2001 otrzymał chirotonię biskupią.